# 朝日放送グループホールディングス
朝日放送グループホールディングス株式会社（あさひほうそうグループホールディングス、英: ASAHI BROADCASTING GROUP HOLDINGS CORPORATION）は、日本の認定放送持株会社。傘下に、地上デジタルテレビ放送事業を行う朝日放送テレビ（ABCテレビ）、AMラジオ放送事業を行う朝日放送ラジオ（ABCラジオ）、CSデジタル放送事業を行うスカイAなどを有する。大阪府大阪市福島区に本社を置く。

## 概要
1951年（昭和26年）3月15日に「朝日放送株式会社」として設立。同年11月11日に日本で3番目のAMラジオ放送を開始し、1956年12月1日には同社が設立に関わった大阪テレビ放送が西日本で初となるテレビ本放送を開始する。その後、郵政大臣からの勧告により、大阪テレビ放送と合併し、1959年6月1日、「朝日放送テレビ」としてテレビ放送を開始した。以降、2018年3月31日まで中波放送（AM放送）とテレビジョン放送を同一法人で行う兼営局（ラテ兼営局）であった。
2018年4月1日、テレビ・ラジオの放送免許・放送事業全般の業務を新設した事業子会社（朝日放送テレビ・朝日放送ラジオ）に承継し、商号を「朝日放送グループホールディングス株式会社」に変更。認定放送持株会社へと移行した（詳細は後述）。
兼営局時代より、略称であるABC（エービーシー）と呼称されることが多い。日本の放送局では初めて国際環境規格「ISO14001」を認証取得（2001年3月23日）。これをきっかけに、系列局のテレビ朝日・名古屋テレビ放送・瀬戸内海放送などもISO14001を認証取得した。
朝日新聞社系列であり、同社主導で開局した最初の放送局である。人材交流も盛んで、ABC所属社員が朝日新聞に、逆に朝日新聞所属社員がABCにそれぞれ出向社員として派遣されることもある。中村鋭一、堀江政生、高橋大作のように、アナウンサーが朝日新聞記者となった例もある。

## 分社・放送持株会社化
放送局を取り巻く状況として、コンテンツビジネスの環境変化が起きており、インターネットやスマートフォンの技術革新による視聴環境、メディアへの接触や視聴者の生活スタイルが大きく変化している。また、動画配信や4K・8Kといった技術革新、放送以外の多様性、コンテンツの海外輸出、インバウンドビジネスなどの急激な変化にも適応していく必要がある。
こうした状況を受け、朝日放送では、2016年4月に中間持株会社のABCフロンティアホールディングスと事業子会社のABCアニメーション・ABCインターナショナル・ABCライツビジネスを発足し、同年7月よりアニメーション制作事業、海外への番組・フォーマット販売等の海外ビジネス事業、ライセンス・物販事業といった放送関連事業を分社し承継させ、業務を開始している。そして、さらなるグループ経営の迅速化と柔軟な経営判断ができる体制構築を目的とし、またテレビとラジオがともに勝ち抜いていくため、いずれも独立した経営及び事業体制が必要と判断したことから、2017年2月8日に放送持株会社への移行と、テレビ放送事業・ラジオ放送事業それぞれの分社化を発表した。放送持株会社への移行は、在阪準キー局では同年4月に移行した毎日放送（MBSメディアホールディングス）に続いて2社目、全国では9社目（上場企業では8社目）の事例となる。また、ラテ兼営からテレビ・ラジオそれぞれを独立させる形にするのは、ラジオでネットワークを組んでおり、かつてのテレビ系列局だったTBSホールディングス（TBSテレビ・TBSラジオ）、中部日本放送（CBCテレビ・CBCラジオ）に続く。
移行スキームとしては、2017年4月上旬に分割準備会社として「朝日放送テレビ分割準備会社」と「朝日放送ラジオ分割準備会社」を設立、同年6月に行われる定時株主総会での承認と、総務大臣を始めとする官公庁による許認可を得た上で、2018年4月1日に朝日放送が商号を「朝日放送グループホールディングス株式会社」に変更、免許を含めた放送事業のうち、テレビ放送事業を朝日放送テレビ分割準備会社に分割・承継し「朝日放送テレビ株式会社」に商号変更、ラジオ放送事業を朝日放送ラジオ分割準備会社に分割・承継し「朝日放送ラジオ株式会社」に商号変更し、朝日放送グループホールディングスが認定放送持株会社になった上で、その傘下に朝日放送テレビ、朝日放送ラジオ、スカイAといった基幹放送事業者やエー・ビー・シーメディアコム、ABCリブラ、アイネックス、ABCフロンティアホールディングスなどの子会社を置く形となる。2018年2月7日にこれらの許認可が下り、同年4月1日から正式に同体制に移行することが決定した。

## ロゴ・社章

### ロゴ
ABCロゴ

3代目「ABC」ロゴ

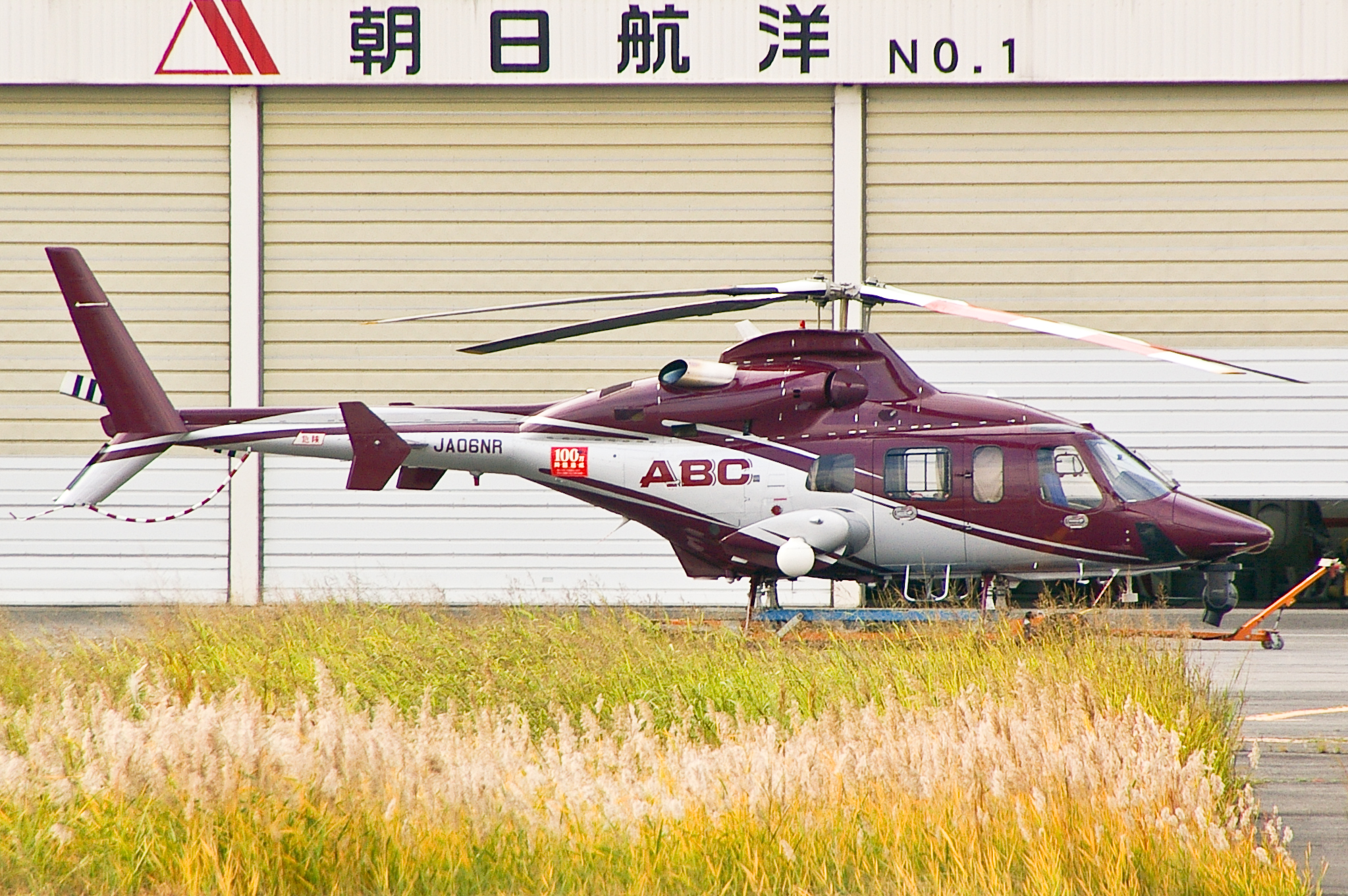
3代目「ABC」ロゴがペイントされた取材用ヘリコプター（2008年11月21日撮影）

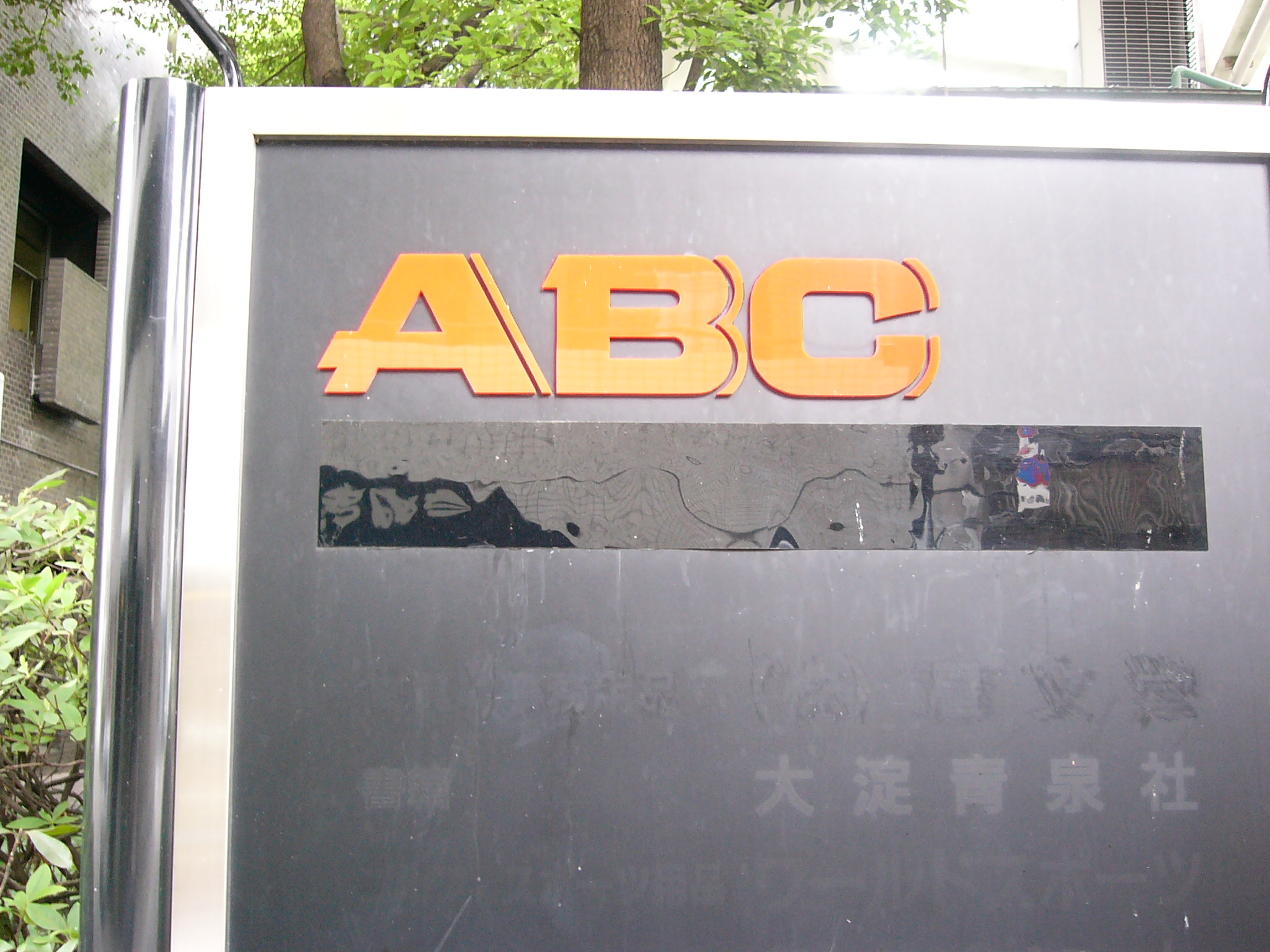
3代目「ABC」ロゴ（大淀旧社屋裏の旧大阪タワー案内板）（2008年撮影）

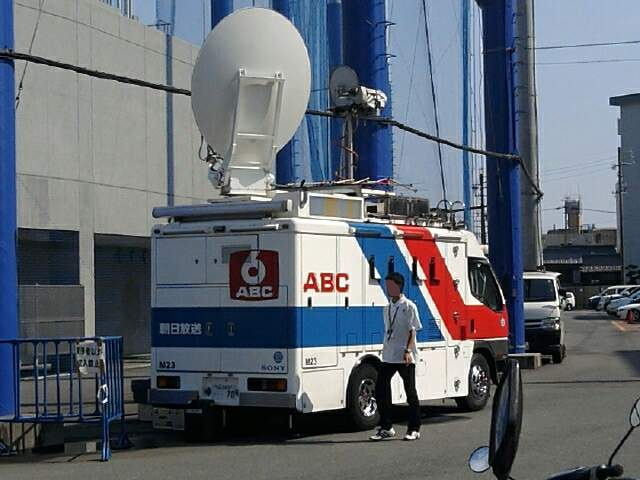
3代目「ABC」ロゴと6マークが付けられたままの中継車（2012年撮影）

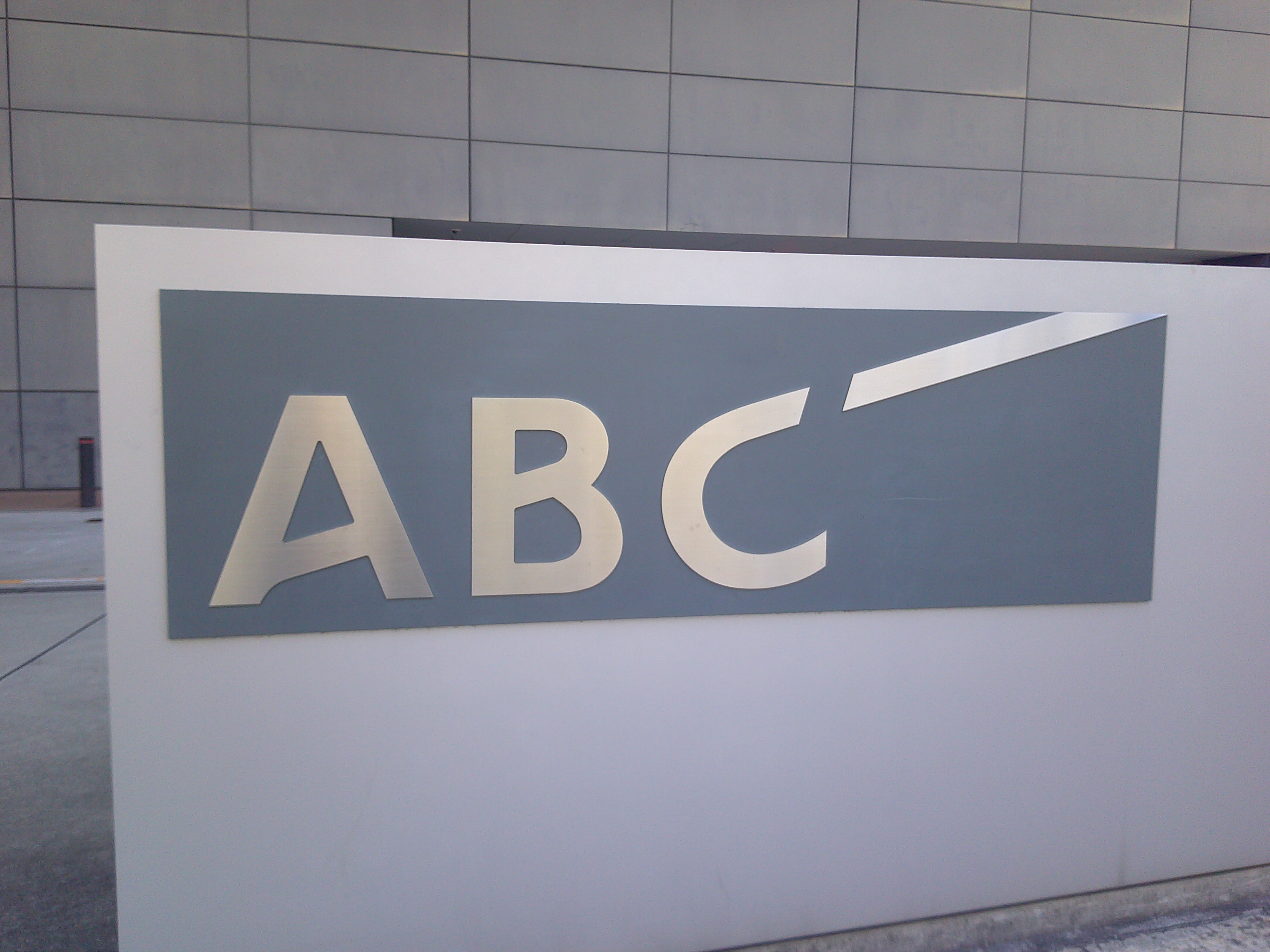
ABCテレビ・ラジオのロゴ。

- 初代  - 縦細で描かれたものが開局時に登場。下記にある通り1989年まで長らく使われ続けた。コールサイン「JONR(-TV)」にも同じデザインのロゴが存在した[注釈 4]。
- 2代目 - 1973年に登場した。これ以後も初代ロゴはオープニングや『ABCフラッシュニュース』など一部の番組、放送機材[注釈 5]、そしてベリカードのデザイン[注釈 6]で長らく継続使用されていた。2022年現在もABCゴルフ倶楽部のロゴはこの当時のロゴを継続使用している。また、このころより6マーク（ブラウン管の中に親局のチャンネル番号である6とABCのロゴが入っていた。現在でも中継車に付けられている。下記の画像を参照のこと）[注釈 7]と1008マーク（8が大きく書かれ、100の下にABCが入っていた。なお、1978年11月23日以前は1010マーク）が使用開始された。コールサインのロゴも同じデザインに変更された（3代目まで継続使用）。
- 3代目 - 1989年4月1日より通常使用する名称を「ABC」に統一した際に従来のロゴの右側にエコーを入れるマイナーチェンジを行ったものであった（右画像）。2007年12月31日放送まで使用された。これ以後は初代と2代目のロゴが併用されることはなくなった。
- 4代目 - 社屋移転年となる2008年1月1日、移転に先行してフルモデルチェンジした、4代目となる現行ロゴの使用を開始。「昇る朝日」をイメージしたSunrise Orange（サンライズオレンジ）の色をベースに、「C」の右隣にある上へ伸びるラインでアクティブなスピード感を表現している（ABCの文字が斜線でつながっている）。なお、このロゴは岬深日中継局など一部の中継局の表札でも使用している。
  - 長方形のオレンジにABCのロゴを入れ、斜めラインの下に「TV」「Radio」と入ったロゴや、同じく、長方形のオレンジに大きく「1008」のロゴを入れ、その下にABCのロゴを入れ、斜めラインの下に「Radio」と入った「ABC Radio」専用ロゴ、長方形のオレンジに大きく「6」のロゴを入れ、その下にABCのロゴを入れ、斜めラインの下に「TV」と入った「ABC TV」専用ロゴも用意されている[注釈 8][注釈 9]。2018年4月の分社化以降は前述の「Radio」「TV」だけでなく、斜めラインの下に「ラジオ」「テレビ」が入った専用ロゴの使用も開始している[10]。
    - 長方形ロゴは2016年に分社設立されたABCアニメーション、ABCインターナショナル、ABCライツビジネスの3社でも応用使用されており、地の色を各社のコーポレートカラーであるピンク、スカイブルー、グリーンに変え、ABCの下ないし斜めラインの下に「animation」「International」「RIGHTS」と入ったロゴ（ABCの下表記の場合は長方形の外に記載したロゴもある）を使用している[10]。

  - 2010年10月から2012年3月までは、朝日放送創立60周年記念ロゴとして、4代目ロゴの斜めラインの上側に大きく「60th」のロゴが入り、斜めラインの下側に「Anniversary」のロゴの入ったロゴマークが4代目ロゴと併用して使用されていた。2010年10月中は「ABC創立60周年記念ドラマ」として制作された『検事・鬼島平八郎』でのみ使用され、11月以降は他のABC制作番組でも使用されるようになった。
  - なお旧社屋や大阪タワーに取付けられた看板については、3代目ロゴのまま業務を終了した。ただし一部の放送機材および番組台本[11]、『パネルクイズ アタック25』の旅行獲得クイズで司会者が出題内容を読み上げる際に使用するファイルやABC関連会社のロゴは、2008年以降も3代目ABCロゴを一部使用している。また、中継車も旧ロゴが付けられたままのものも存在する。（写真参照）
- その他、放送以外（主にウェブサイト上）ではキャラクター「キュキュ」を加工してロゴ代わりに使用している例がある[注釈 10]。
- 2015年5月上旬から同6月中旬の新キャラクター「エビシー」登場までは、「キュキュ」に代わって地上デジタル放送の局名アイコンのロゴマークに4代目ロゴが暫定的に使われていた。

社名ロゴ
- 「朝日放送」のロゴは、最初は宋朝体のロゴが番組クレジットにも使用されていた。
  - 大阪・中之島の新朝日ビルの塔屋に「朝日新聞」と掲示は変わったものの、同一書体の看板・ネオンが残っていた。新朝日ビル建設時は、ビル内に入居していた関係で「朝日放送」と掲示されていた。
  - 宋朝体のロゴは大淀ABCセンター時代の社屋の玄関などには最後まで残されていた。
- 1973年頃からABCのロゴ変更と共に、2代目となる「朝」の「月」の部分と「放」の「方」の部分には撥ねがないデザインのロゴへ変更し、番組クレジットにも使われだしたが、1981年頃にABCロゴのマイナーチェンジより少し早く、2代目後期型の丸みを帯びたデザインにマイナーチェンジされた。
- 2008年1月1日、ABCロゴ変更と共に社名ロゴについてもデザインが変更され、4代目となる現行ロゴが登場する。ABCウェブサイトや新聞・雑誌などの宣伝で、ABCロゴと一緒に「（ABCロゴ） 朝日放送」という形で再び使用されるようになった[注釈 11]。番組クレジット上ではABCロゴのみ表示している[注釈 12]。主催イベントの告知CMでは社名ロゴのみ表示している。また、新社屋入口にも4代目社名ロゴが配されている。

### 社章

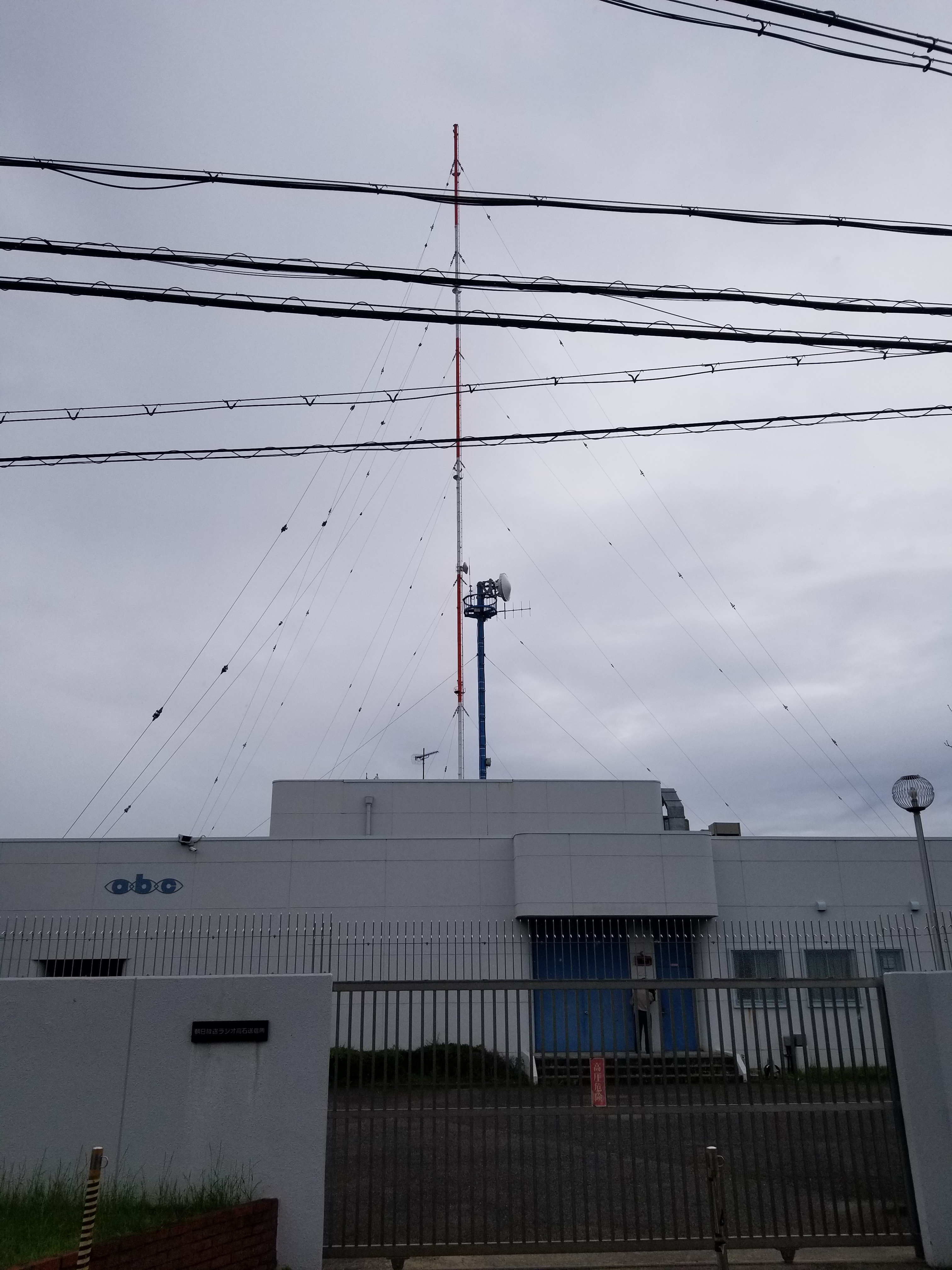
大阪府高石市にあるAMラジオ送信所。局舎左上に描かれているマークが社章である。

- ロゴとは別に制定されている正式な社章は、目の輪郭を鎖のように3つ繋いで、それぞれに小文字1字ずつ「abc」と配したものであり、1959年大阪テレビ放送との合併に際して新調したもの。当時の新聞には広報部の談話として「評判であったOTVのロゴマークにかわるものを」とある。現在も社員バッジ、株券などに使用されている。また、生駒山テレビ送信所の表札・AMラジオ送信所の外壁にも使用されており、一部の中継車には正面に社章を見ることができる。大淀ABCセンター時代の社屋塔屋や東京のabc会館外壁にも表示してあった。
- なお、朝日放送がラジオ専業局だった時代の社章は、大文字の“A”と“B”を幾何学的に組み合わせた三角形に近い図形に、周囲を細い線の“C”で円く配し、その上に電波を配したものが使われていた。

## 資本構成
企業・団体は当時の名称。出典：
朝日放送グループホールディングスは筆頭株主である朝日新聞社の株式を2.31%（74,000株）保有しており株式持ち合い関係にある。また、テレビ朝日ホールディングス、TBSホールディングスとも株式を持ち合っている。

### 2025年6月30日
出典:
| 株主                                   | 株式数      | 比率   |
| -------------------------------------- | ----------- | ------ |
| 株式会社朝日新聞社                     | 6,224,900株 | 14.91% |
| 株式会社テレビ朝日ホールディングス     | 3,877,600株 | 09.29% |
| 公益財団法人香雪美術館                 | 2,930,000株 | 07.02% |
| 日本マスタートラスト信託銀行（信託口） | 1,767,311株 | 04.23% |
| 学校法人帝京大学                       | 1,571,000株 | 03.76% |
| 朝日新聞信用組合                       | 1,500,000株 | 03.59% |
| 大阪瓦斯株式会社                       | 1,065,000株 | 02.55% |
| 株式会社嶋村吉洋映画企画               | 0,804,000株 | 01.93% |
| 近鉄バス株式会社                       | 0,800,000株 | 01.92% |
| 株式会社竹中工務店                     | 0,776,600株 | 01.86% |

## 沿革

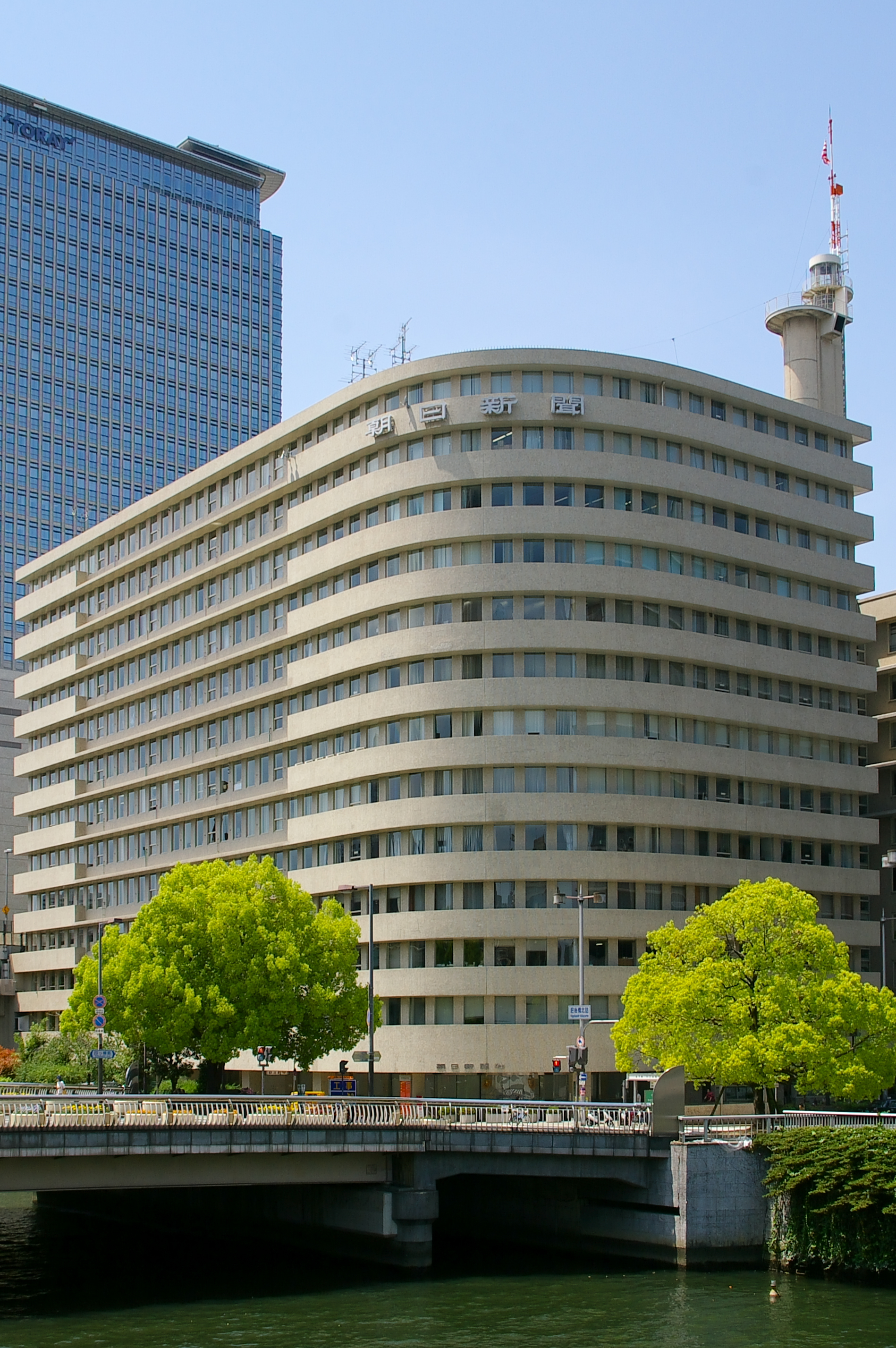
朝日放送がAMラジオ放送の第一声を発した大阪市北区中之島の朝日会館。1958年に東隣の新朝日ビルディングに本社が移転するまでラジオ放送はこの建物から放送されていた。

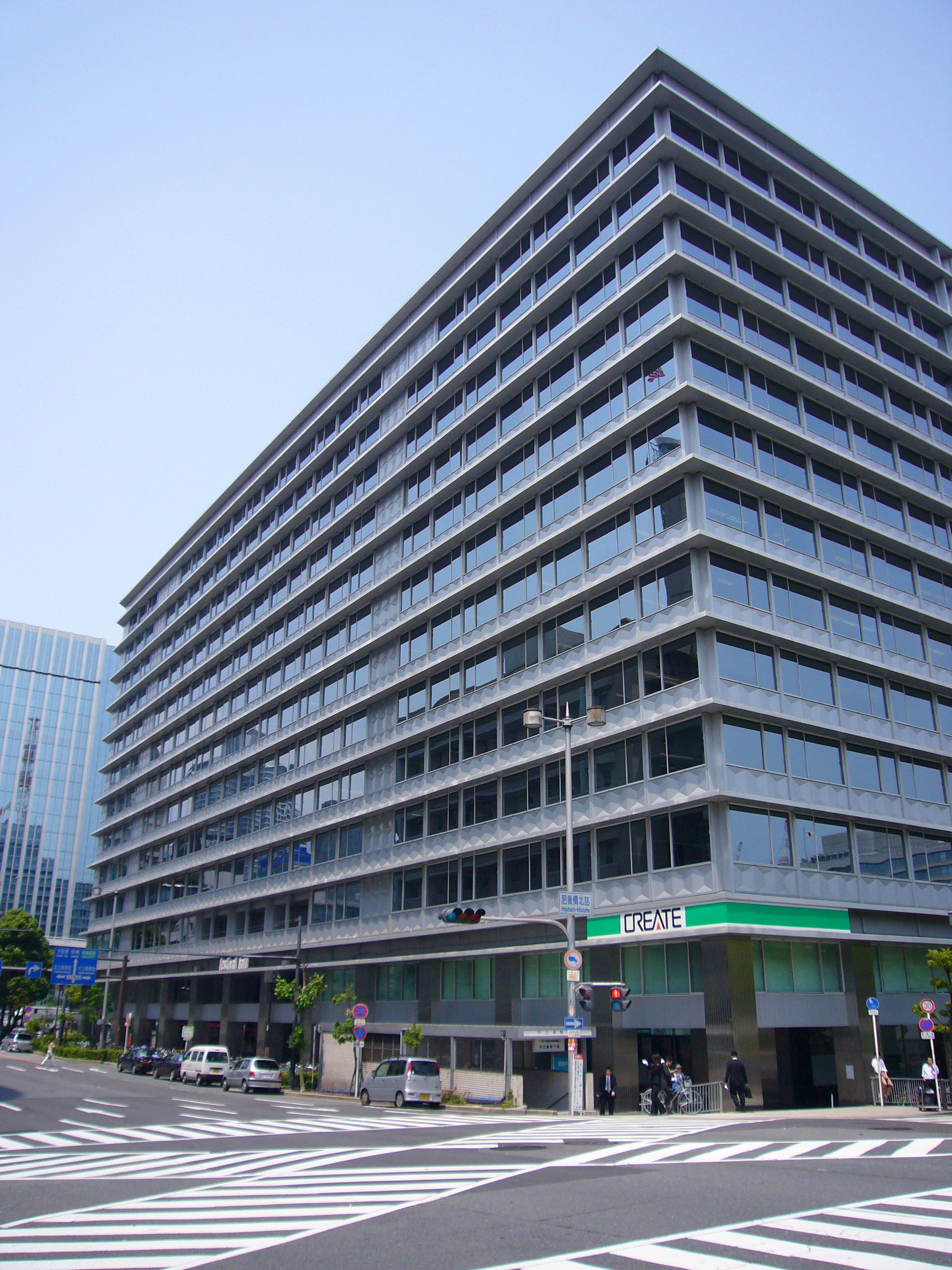
新朝日ビルディング（1958-1966にラジオ放送のスタジオが設けられた）

- 1948年（昭和23年）秋 - 朝日新聞東京本社内に朝日放送設立準備委員会を設置。このとき「ABC」の呼称も決まる。
- 1949年（昭和24年）12月15日 - 東京・大阪で「朝日放送株式会社」の設立申請を郵政当局に提出。
- 1950年（昭和25年）12月 - 東京の「朝日放送」は「東京放送」（電通系）、「読売放送」、「ラジオ日本[注釈 15]」（毎日新聞系）と合同してラジオ東京（JOKR。現在のTBSラジオ）となる。
- 1951年（昭和26年）
  - 2月26日 - 大阪の「朝日放送」は新日本放送（現・毎日放送、毎日新聞系）との合同工作に失敗。一転して同社と放送免許獲得競争を繰り広げることとなる。
  - 3月15日 - 創立総会を開き、朝日放送株式会社設立。大阪市北区中之島の朝日会館に本社を置き、初代社長に石井光次郎が就任。
  - 4月21日 - 5回にわたる公聴会での激しいやりとりの末、新日本放送と共に予備免許を獲得。
  - 11月11日 - 大阪市北区中之島の朝日会館から、新日本放送に続いて近畿地区の民間放送局としては2局目、日本で3番目のAMラジオ放送を開始。周波数1010kc（kcは現在のkHz）、出力10kW。
- 1952年（昭和27年）8月 - 新日本放送・毎日新聞・朝日新聞と共同で「大阪テレビジョン放送」の名でテレビ免許を申請。
- 1954年（昭和29年） - 1954年から1956年まで、当時朝日会館の四つ橋筋を挟んで東側（現・中之島フェスティバルタワー東地区の位置）にあったアイススケートリンク「アサヒアリーナ」をオフシーズンの夏場のみ借りて、「アサヒラジオホール」（収容人数3,000人）として朝日放送専用のラジオの公開録音会場として使用していた。
- 1955年（昭和30年）5月25日 - 大阪テレビ放送株式会社（OTV）設立。
- 1956年（昭和31年）
  - 近衛秀麿率いる近衛管弦楽団を母体に、ABC交響楽団を東京に設立。NHK交響楽団に対抗するオーケストラとして期待されたが短期間で解散した。
  - 7月28日 - 大阪市北区堂島浜に大阪テレビ放送本社社屋竣工。
  - 12月1日 - 大阪テレビ放送、テレビ放送を開始（JOBX-TV 6ch）[注釈 16]。
- 1957年（昭和32年）12月6日 - 郵政大臣より、朝日放送と大阪テレビ放送の合併を勧告される。
- 1958年（昭和33年）
  - 4月1日 - 本社を「アサヒアリーナ」跡地に落成した新朝日ビル10〜13階に移転。移転と同時に同ビル地下に公開放送用ホールのABCホール（現在のリサイタルホール）がオープン。
  - 12月23日 - 朝日放送と大阪テレビ放送が合併契約に調印。
- 1959年（昭和34年）
  - 2月28日 - 大阪テレビ放送と朝日放送の合併にともない、合併作業完了までの呼称を「朝日放送大阪テレビ」、略称を「ABC-OTV」とする。この日をもってコールサインJOBX-TVを廃止し[注釈 17]、3月1日よりJONR-TV放送開始。
  - 6月1日 - ABCと大阪テレビ放送が合併手続き完了。大阪市北区堂島1丁目42番地の旧大阪テレビ放送の本社社屋は、合併後ABC堂島社屋（テレビ社屋）となり、1966年に大淀社屋へ移転するまで引き続きテレビ部門の拠点として運用された[注釈 18]。テレビネットワークもそのまま引き継がれ、ラジオ東京（KRT、現：TBSテレビ）系列の準キー局となった。一方、毎日放送は日本教育テレビ（NETテレビ、現：テレビ朝日）とネットワークを結んだが、NETテレビは後に朝日新聞社傘下となったため、新聞資本と放送局の関係性に捻じれが生じた[注釈 19]。これを「腸捻転」と呼ぶ。
- 1960年（昭和35年）9月10日 - カラーテレビ放送開始。大阪地区ではNHK、読売テレビ、東京地区ではNHK、日本テレビ、TBSと共に初。
- 1961年（昭和36年）
  - 10月1日 - 大阪証券取引所市場第二部に株式上場。
  - 12月1日 - 同社労働組合が実施したストライキの影響で、同日23時30分からテレビ・ラジオ共に停波。労使交渉妥結後の12月3日20時まで停波が続く。
- 1965年（昭和40年）5月2日 - JRN結成に参加。翌5月3日にはNRNの結成にも加わった。以後ラジオネットワークではクロスネットとなる。
- 1966年（昭和41年）6月1日 - 大阪市大淀区（現在の北区）大淀南の旧関西大倉高校跡地[注釈 20]に新社屋が落成し、中之島から本社・ラジオ部門が、堂島からテレビ部門がそれぞれ移転、テレビ・ラジオ共に同日から新社屋からの放送を開始した（ABCセンターも参照）。また、新社屋敷地内にはABCホール（2代目）がオープンし、これに伴い、中之島のABCホール（初代）はSABホールに改称。
- 1975年（昭和50年）
  - 3月31日 - TBSとのネットワーク関係を解消し、五社連盟を脱退。NETテレビと新たにネットワーク関係を構築し、ANNに加入。これにより、毎日放送とのネットチェンジによって「腸捻転」が解消された。
  - 11月 - 東京都港区芝公園にabc会館が完成。東京支社を移転して、東京での拠点とする。
- 1978年（昭和53年）11月23日 - 午前5時を以て、ラジオの周波数を1010kHzから現在の1008kHzに変更。
- 1983年（昭和58年）4月1日 - 気象情報の提供元を日本気象協会からオーシャンルーツ日本社（現在のウェザーニューズ）[注釈 21]へ変更。
- 1985年（昭和60年） - 通商産業省が、情報化月間での情報化促進貢献優秀処理システム部門で、朝日放送の天気システム開発プロジェクトチームを表彰。
- 1989年（平成元年）4月1日 - テレビでのクレジット表示を朝日放送からABCに変更、テレビの通称を「ABCテレビ」へ、ラジオの通称を「ABCラジオ」へ変更。
- 1990年（平成2年）
  - 9月1日 - クラシック音楽の振興を目的として財団法人ABC音楽振興財団を設立[18]。
  - 10月18日 - 原清会長が、パリ出張中に急逝。
- 1992年（平成4年）3月15日 - 午前9時にラジオのAMステレオ本放送を開始した。毎日放送、TBSラジオ、文化放送、ニッポン放送も同時に開始した。
- 1993年（平成5年）4月1日 - 民間放送教育協会（民教協）に、前年3月31日に脱退した毎日放送の後を継ぐ形で加盟[注釈 22]。
- 1995年（平成7年）
  - 1月17日 - 阪神・淡路大震災が発生。テレビでは『おはよう天気です』の生放送開始直後で、その瞬間のスタジオ内や外部カメラからの生々しい映像が記録され、後にそれらをまとめた映像がソフト化された。ラジオでは『毛利千代子のおはようパートナー』が生放送中であったが、地震発生直後停電による中断が発生した。激しい揺れでABCセンター自体も大きな被害を受け、社員1名も犠牲となった[19]。こうした事情から、後述する大阪市福島区福島の新社屋には免震構造が取り入れられることになった。
  - 8月 - 放送終了後にフィラーを流すことによりテレビ24時間放送開始。
- 2001年（平成13年）3月23日 - 日本の放送局では初めて国際環境規格「ISO14001」を認証取得。
- 2003年（平成15年）
  - 11月27日 - ABC音楽振興財団の後継団体として特定非営利活動法人ABC音楽振興会を設立。公益法人制度改革に伴うもので、振興会に業務継承後2004年3月末で財団は解散した[18]。
  - 12月1日 - 午前11時 地上デジタルテレビ放送（JONR-DTV）放送開始。
  - 12月 - 大阪市福島区福島1丁目の旧・阪大病院跡の用地を取得し、2008年を目処に念願の新社屋を建設することになった[注釈 23]。
- 2005年（平成17年）
  - 5月6日 - アメリカの投資顧問会社リバティー・スクェア・アセット・マネジメントが、筆頭株主の朝日新聞社に次ぐ、発行済み株式の8.22%取得していたことが明らかになる。
  - 2005年10月 - 東京支社が港区芝のABC会館から中央区築地5丁目の朝日新聞東京本社別館に移転。10月31日に業務開始。
- 2008年（平成20年）
  - 1月1日 - 4代目となる現在の新ロゴが登場。新ロゴ登場記念として、11月30日・12月1日の2日間、局内の社員食堂の昼食が無料となった。
  - 1月18日 - 子会社のエー・ビー・シーメディアコムが、インデックスと共同で、在阪民放局初の独自ミュージックレーベル「中之島レコーズ」を立ち上げる。
  - 5月19日 - 福島区福島1丁目へ本社を移転。
  - 6月23日 - 演奏所（マスター）を新社屋に移転。新社屋からの最初の生番組はテレビが『おはようコールABC』、ラジオが『宇野ひろみのおはようパートナー』であった。また新社屋のマスターから初めて配信されたテレビの全国ネット番組は『上沼恵美子のおしゃべりクッキング』だった。
- 2010年（平成22年）
  - 3月14日 - ラジオのAMステレオ放送を終了。翌日からモノラル放送に切り替え[20]。
  - 3月15日 - ほかの在阪ラジオ5局と共同でインターネットでのサイマル放送「radiko」を試験的に大阪府・京都府・兵庫県・奈良県内で開始した。「radiko」ではステレオ配信を実施。同年12月1日からの本運用では、対象エリアを滋賀県・和歌山県にも拡大している。
  - 11月11日 - ラジオの開局記念日に当たるこの日から2012年3月31日まで、テレビ・ラジオ合同で「開局60周年企画」を展開。現在までに、数々の特別番組やスペシャルドラマを放送している。
- 2011年（平成23年）7月24日 - 同日正午を以てアナログテレビ放送の番組が終了し、番組終了を告知する青色単色画面に切り替わった。23時56分からはアナログ放送停波用の特別の局名告知が放送され、23時59分にはアナログ放送の電波が停止されて約55年に亘る歴史に幕を下ろし、デジタル放送へと完全移行。最後の番組は『スーパーベースボール』でのオールスターゲーム第3戦の中継だった。
- 2012年（平成24年）3月29日 - ザ・シンフォニーホールを学校法人滋慶学園グループに、2012年9月末をもって譲渡することを発表。2013年末まではABCが運営管理する。
- 2013年（平成25年）7月16日 - 大阪証券取引所における現物株市場の移管に伴い、東京証券取引所第2部に上場、在阪民放テレビ・ラジオ局で唯一の東証2部上場企業となる。東証2部上場における放送事業者は、関東広域圏で中波ラジオ放送を運営し、2005年に上場廃止されたニッポン放送以来8年振りである。
- 2014年（平成26年）10月10日 - 東京証券取引所第1部に指定替え。ただし、銘柄の名称も「朝日放送」ではなく、「朝日放」のままである。放送業界による銘柄は「○○放送」という銘柄も1社もない。
- 2016年（平成28年）
  - 65周年を迎える。
  - 3月4日 - 放送関連事業を分割・子会社化することを発表、4月5日付で中間持株会社の株式会社ABCフロンティアホールディングス、アニメ事業会社の株式会社ABCアニメーション、海外事業会社の株式会社ABCインターナショナル、ライセンス・物販事業会社の株式会社ABCライツビジネスを設立し、7月1日付で4社の増資を引き受けると共にABCにある各事業を3事業会社に、3事業会社の統括管理業務をABCフロンティアホールディングスにそれぞれ承継させ、中間持株会社による3事業会社を運営する体制に移行する[5]。
  - 3月19日 - この日の正午放送の在阪3局共同制作特別番組『ほんまもんのワイドFMをハッキリ愛して』より、毎日放送のラジオ・ラジオ大阪と共に、奈良県生駒市の生駒山にある生駒FM補完中継局からFM補完放送（ワイドFM、93.3 MHz）を開始[21]。
- 2017年（平成29年）
  - 2月8日 - 放送持株会社への移行を発表[4]。
  - 4月5日 - 放送事業承継のための準備会社として朝日放送テレビ分割準備会社株式会社と朝日放送ラジオ分割準備会社株式会社を設立[4][22]。
  - 6月22日 - この日行われた株主総会で会社分割による認定放送持株会社体制への移行が承認される[23]。
- 2018年（平成30年）
  - 2月7日 - 総務省より認定放送持株会社の認定および免許人の地位の承継の認可を受けることが決定する[24]。
  - 4月1日 - 朝日放送グループホールディングス株式会社に商号変更し、放送持株会社へ移行[22]。併せて常務取締役の沖中進が代表取締役社長、同じく常務取締役の山本晋也が代表取締役副社長（朝日放送テレビ代表取締役社長を兼務）に昇格し、これまで社長を務めた脇阪聰史が取締役会長に就任する。放送免許や諸権利を含めたラジオ放送事業を朝日放送ラジオ分割準備会社に分割承継し朝日放送ラジオ株式会社に商号変更[22]。ラジオ放送事業・グループ経営管理事業・不動産管理事業・太陽光発電事業を除く一切の事業とテレビ放送免許・諸権利、従業員を朝日放送テレビ分割準備会社に分割承継し、朝日放送テレビ株式会社に商号を変更。併せて朝日放送グループホールディングスが引き受ける新規株式を発行し1億円に増資[22]。併せて、朝日放送テレビのコールサインを「JONR-DTV」から「JOAY-DTV」に変更[25]。
  - 8月23日 - ABC音楽振興会が解散を決議[18]。
  - 10月9日 - 関連会社を含めた東京支社を朝日新聞東京本社新館から港区浜松町の日本生命浜松町クレアタワーに移転[26][27]。
- 2019年（平成31年／令和元年）
  - 4月8日 - 株式会社マッシュの発行済株式の過半数を取得する資本業務提携契約を締結。イベント企画・運営に実績を持つ同社ののグループ化によって、グループのイベントプロデュース力の向上を図る[28]。
  - 5月29日 - ディー・エル・イーの第三者割当増資を引き受け、約51%の株式を取得し連結子会社とする[29]。
  - 10月25日 - 電通、Glamp、カプセルとの共同出資でグランピングを中核としたローカル遊休地の開発・立案・利活用を行う合弁会社「ABC Glamp&Outdoors」を設立[30]
  - 12月4日 - ポストプロダクション会社のプロセンスタジオの経営権を取得する資本業務提携契約を締結したと発表[31]。
- 2020年（令和2年）
  - 4月1日 - グループ内の音楽出版事業・音楽関連事業をエー・ビー・シーメディアコムからABCフロンティアホールディングスに事業移管[32]。NTT西日本との合弁でスポーツ映像配信事業会社「NTTSportict」を設立[33]。
  - 10月1日 - SILVER LINK.（初代）および子会社のCONNECTのアニメーション制作事業を継承した、SILVER LINK.（2代目）を完全子会社化[34]。
  - 10月26日 - 朝日放送テレビの子会社として、出版・メディア事業会社の株式会社ABCアークを設立、12月1日付でベストセラーズから歴史雑誌『歴史人』及びその付帯事業の譲渡を受ける[35]。
- 2021年（令和3年）
  - 1月5日 - グループ会社であるカガミから新設分割する形でスポーツ関連コンテンツ制作会社として株式会社ベスティを設立。あわせてカガミの撮影事業及びその付帯事業など残る部門をアイネックスに事業承継[36][37]。
  - 1月18日 - DMM.comとの合弁によるシニア向け通販事業会社ONE DAY DESIGNを設立し業務を開始[38]。
  - 4月1日 - ABCフロンティアホールディングスグループを再編し、ABCフロンティアホールディングスがABCインターナショナルとABCライツビジネスを吸収合併しABCフロンティアに商号変更。あわせてABCアニメーションを現物配当による当社の直接子会社にする[39]。
- 2022年（令和4年）
  - 5月16日 - BuzzFeed Japanと資本業務提携を締結。あわせてZホールディングスが保有する株式24.5%のうち21.5%の譲渡を受ける[40][41]。
  - 8月8日 - ゼロジーアクトの発行済み株式を全て取得すると共に、SILVER LINK.を含めた三社間の事業提携契約を締結することを発表[42]。
- 2023年（令和5年）10月1日 - SILVER LINK.とゼロジーアクトが当社との株式交換によりABCアニメーションの子会社となる[43]。これによって、ABCアニメーションは、朝日放送グループにおいて「アニメ事業における中核事業持株会社」に移行した[43]。
- 2024年（令和6年）
  - 4月1日 - ABCフロンティアが当社との株式交換により朝日放送テレビの子会社となる[44]。
  - 5月30日 - ディー・エル・イーの株式2%を売却。これにより持ち分比率は49.75%となり、連結対象から外れ持分法適用関連会社になる。ただし、引き続き筆頭株主として提携関係は継続する[45]。
  - 9月30日 - シニア向け通販事業会社ONE DAY DESIGNについて、合弁事業パートナーであるDMM.comから発行済み株式の49%を取得し、当社の完全子会社にした[46]。
- 2025年（令和7年）
  - 4月1日
    - 通販事業会社のABCファンライフが同じく通販事業会社のONE DAY DESIGNの吸収合併を実施した[47]。
    - エー・ビー・シー開発が、関西で4つの住宅展示場を運営しているアドバンス開発のすべての株式を阪急阪神エステート・サービスから取得し、完全子会社となった[48]。

  - 9月1日 - ABCアニメーションの子会社で、CG映像制作を手掛けているCGCGスタジオが、リブランディングの一環として、会社理念を制定するとともに、社名を『ABCオプテラスタジオ』に変更する予定[49]。
- 2026年（令和8年）4月1日 - エー・ビー・シー開発がリブランディングの一環として、子会社であるハウジングサポートとアドバンス開発を吸収合併した上で、社名を『ABCライフィズ』に変更する予定[50]。

### 社史・記念誌
- ABC 創業五周年記念 1956年11月11日発行、272ページ[51]。
- ABC十年（朝日放送株式会社 十周年記念誌編集委員会・編） 1961年3月15日発行、198ページ[52][53]。
- 朝日放送の50年・本史（朝日放送社史編集室・編） 2000年3月発行、423ページ[54]。
- 朝日放送の50年・番組おもしろ史（朝日放送社史編集室・編） 2000年3月発行、183ページ[55]。
- 朝日放送の50年・資料集（朝日放送社史編集室・編） 2000年3月発行、391ページ[56]。
- 朝日放送グループ70年の歩み：更なる進化、未来への躍動（朝日放送グループホールディングス株式会社コンプライアンス広報局社史編集担当・編集） 2021年9月発行、423ページ。

### コールサインの変遷
| 期間            | 期間            | ラジオ       | ラジオ         | テレビ           | テレビ         | 変更理由                 |
| 期間            | 期間            | コールサイン | 免許人         | コールサイン     | 免許人         | 変更理由                 |
| --------------- | --------------- | ------------ | -------------- | ---------------- | -------------- | ------------------------ |
| 1951年 11月11日 | 1956年 11月30日 | JONR         | 朝日放送       | （未開局）       | （未開局）     | ラジオ本放送開始         |
| 1956年 12月1日  | 1959年 2月28日  | JONR         | 朝日放送       | JOBX-TV          | 大阪テレビ放送 | テレビ本放送開始         |
| 1959年 3月1日   | 1959年 5月31日  | JONR         | 朝日放送       | JONR-TV          | 大阪テレビ放送 | コールサイン変更         |
| 1959年 6月1日   | 2003年 11月30日 | JONR         | 朝日放送       | JONR-TV          | 朝日放送       | 大阪テレビ放送を合併     |
| 2003年 12月1日  | 2011年 7月24日  | JONR         | 朝日放送       | JONR-TV JONR-DTV | 朝日放送       | デジタルテレビ放送開始   |
| 2011年 7月25日  | 2018年 3月31日  | JONR         | 朝日放送       | JONR-DTV         | 朝日放送       | アナログテレビ停波       |
| 2018年 4月1日   | 現在            | JONR         | 朝日放送ラジオ | JOAY-DTV         | 朝日放送テレビ | ラジオ・テレビ同時分社化 |

## 歴代社長
1. 石井光次郎
2. 飯島幡司
3. 鈴木剛
4. 平井常次郎
5. 原清
6. 福田保朝
7. 藤井桑正
8. 柴田俊治
9. 西村嘉郎
10. 渡辺克信
11. 脇阪聰史
12. 沖中進
13. 西出将之[注釈 24]

## イメージキャラクター
エビシー
キュキュに代わり2015年6月より朝日放送創立65周年を記念して採用されたキャラクター。

キュキュ
2015年6月まで使用された初代キャラクター。
ねったまくん

猫
大阪テレビ放送時代のキャラクター。当時テストパターンやオープニングに使用されていた。目が大阪テレビのロゴマークになっている。

## 放送事業

### テレビ放送
- 朝日放送テレビ（地上デジタル放送、ANN系列・準キー局）
- スカイA（CSデジタル放送、スポーツ・カルチャー番組専門チャンネル）

### ラジオ放送
- 朝日放送ラジオ（AMラジオ放送、JRN/NRNクロスネット局）

## 拠点

### 本社・支社
- 本社：大阪府大阪市福島区福島1丁目1-30
  - 旧大阪大学医学部附属病院（阪大病院）跡地のほたるまち内にあり、2008年（平成20年）5月19日にABCセンターの旧本社から移転。6月23日より放送業務を開始した。専用郵便番号553-8503。
  - 詳細は「#社屋・スタジオ」も参照。
  - 専用郵便番号は553-8503だが、別途大阪北郵便局等に番組用私書箱が設けられ、そこにも番組別の専用郵便番号があるため、視聴者、聴取者が実際にこの番号を使う機会は少なく、主に番組・局全般の問い合わせ、テレビ・ラジオの受信報告書、テレビ・ラジオの番組表請求として使用される程度である。私書箱用の郵便番号は現本社に放送業務移転後も継続して使われており、一部の番組で郵便・私書箱番号が変更になっている。ただし、スポーツ部制作の番組宛はテレビ・ラジオとも530-8003、映画関連イベントの応募先は530-8008（私書箱146号）、『きよし・黒田の今日もへぇーほぉー』は530-8799（大阪北郵便局留め）[注釈 25]となっている。
- 東京支社：東京都港区浜松町2丁目3-1 日本生命浜松町クレアタワー18階
  - 朝日放送テレビ、朝日放送ラジオ、スカイA、エー・ビー・シー開発、ABC HORIZON（シンガポール現地法人）各社の東京支社、ABCフロンティアとABC&SETの本社も入る。
  - オフィス内には朝日放送ラジオのスタジオ（生放送対応可能）も設けられている。
  - かつてはクイズ番組『パネルクイズ アタック25』の関東地区（山梨県も含む）予選会場にも使われていた[注釈 26]。
  - これまで朝日新聞東京本社新館（東京都中央区築地5丁目3-2）に入居していたが、当時のABCフロンティアホールディングスグループの拡張に伴うオフィススペース不足の解消と放送持株会社化に伴う支社機能拡大のため、abc会館（後述）跡地や文化放送に程近い日本生命浜松町クレアタワーに、2018年10月9日に関連会社と併せて移転した。これによりこれまで東京都中央区日本橋室町に所在したエー・ビー・シー開発東京支社や、新たに開設されたABCリブラ東京支社も含めたグループの東京での拠点が集約された[26][27]。
  - なお、当初入居していたABCアニメーションはアニメ制作スタジオを開設した新宿区に、ABCリブラ東京支社はグループ東京支社に近い港区芝公園に、それぞれ移転している。

### 朝日放送テレビの支社・支局
- 名古屋支社：愛知県名古屋市中区栄3丁目14-7 RICCO栄9F
  - 同フロアにはテレビ朝日名古屋支局や静岡朝日テレビ名古屋支社も入居している。
  - 従前は名古屋朝日会館（アムナットビル・朝日新聞名古屋本社、名古屋市中区栄1丁目3-3）内に所在した。
- 神戸支局：兵庫県神戸市中央区浪花町60　神戸朝日ビル内
- 京都支局：京都府京都市中京区柳馬場通御池下る柳八幡町65　京都朝日ビル内
- 徳島支局：徳島県徳島市[59]
- 高知支局：高知県高知市

### かつての施設
- ABCセンター：大阪府大阪市北区大淀南2丁目2-48
  - 1966年（昭和41年）6月から2008年（平成20年）5月18日まで本社があったところで、2008年（平成20年）6月22日放送終了時（6月23日未明）までは、ABCセンター内にあったテレビ・ラジオの送出マスターで放送業務を行っていた。
- abc会館：東京都港区芝公園2丁目6-3
  - 1975年（昭和50年）11月完成[60]。東京支社などが入居し、イベントホールやラジオスタジオもある自社ビルで、朝日放送の東京における拠点であった。ANNへのネット替え後も維持し、ラジオスタジオはテレビ朝日制作『特捜最前線』のロケにも使われるなどしていたが、テレビのデジタル化、本社移転に必要な経費の捻出と朝日新聞グループとの結びつきを強めるため、東京支社を朝日新聞東京本社内に移転し売却した。跡地には、地上24階のオフィスビル「芝公園フロントタワー」が2010年に完成している。
  - 東京支社制作番組の視聴者プレゼント等の宛先は「芝郵便局（民営分社化以前の芝公園郵便局）区内」となっていた[注釈 28]。
  - abc会館の建設以前、朝日放送東京支社は1951年の開設当初は西銀座朝日ビルに置かれ、その後1959年に千代田区有楽町にあった朝日新聞東京本社内に移転した[26]。

### 社屋・スタジオ
移転の歴史については#沿革も参照のこと。

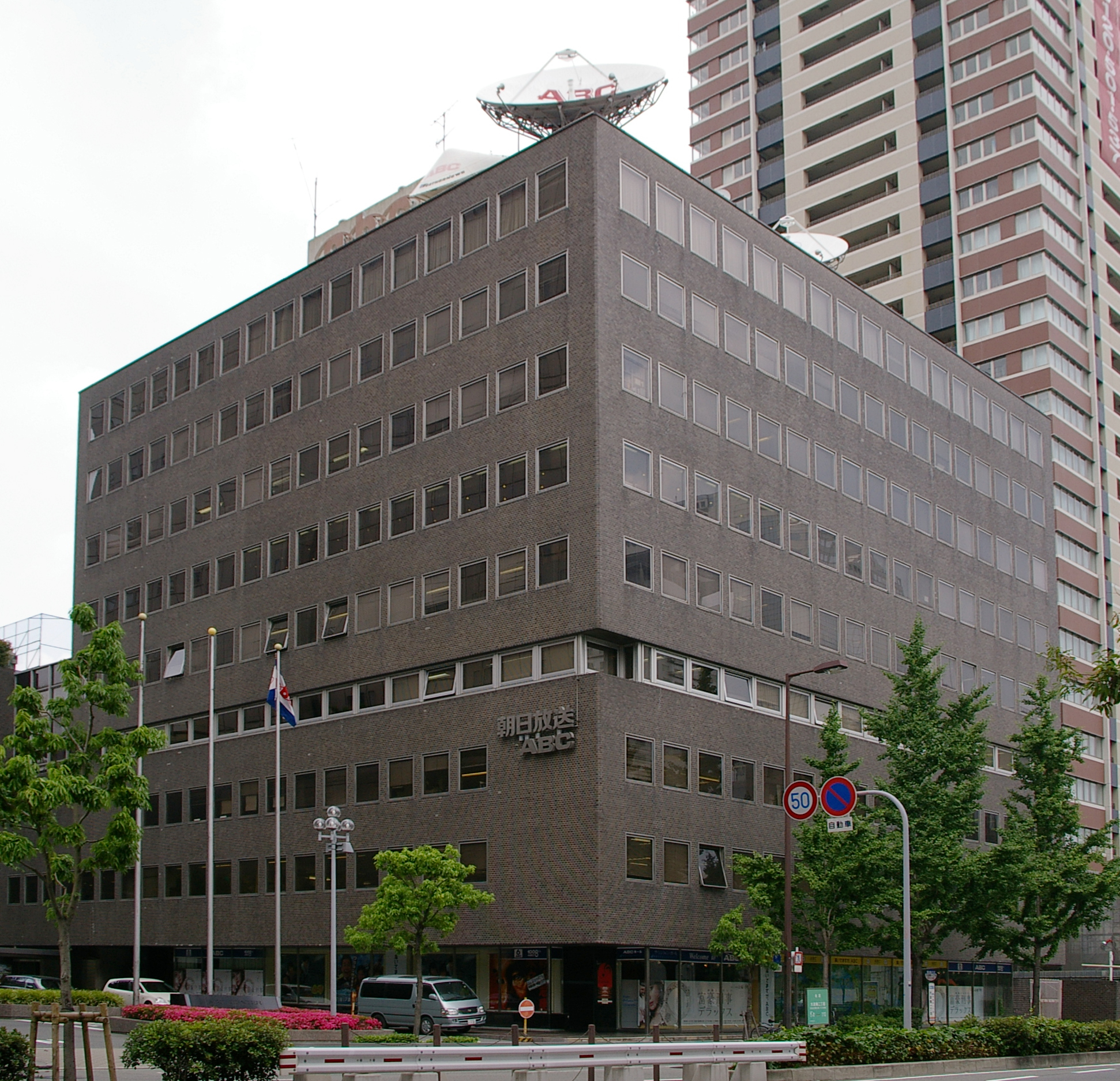
朝日放送旧本社社屋

関連施設についてはABCセンター#施設を参照のこと。
1966年から、それまでの本社およびラジオ部門の中之島、テレビ部門の堂島社屋を統合して移転したABCセンターと称する大阪市北区（旧大淀区）大淀南の社屋を使用してきた。社屋周辺には大阪タワーやホテルプラザ、ザ・シンフォニーホールがあり、単なる放送施設に留まらない形となっていた。北区（旧大淀区）への移転により、梅田には比較的近くなったが、ホテルプラザをはじめ関連施設の閉鎖や社屋の老朽化が進んだこともあり、2004年にほたるまちへの移転計画が発表された。
大淀の旧社屋よりなにわ筋を約700メートル南に移転した現社屋は、敷地面積8,500平方メートル（ABCセンターの約半分）、地上16階、地下1階建て・高さ110メートル、延べ床面積約44,500平方メートルである（建物の床面積は旧社屋の1.5倍）。『おはよう天気です』で兵庫県南部地震（阪神・淡路大震災）に襲われた反省から、建物には大規模放送局で初めて免震構造を取り入れている。また屋上にガスタービン発電機2機、地下に最大150キロリットルの重油を備蓄可能なタンクを備え、停電時にも最大5日間ビル全館への電力供給が可能。
社屋は9階建てのスタジオ棟（低層棟）と16階建ての事務棟（高層棟）からなり、建物内にはスタジオ棟にテレビスタジオが4つ、事務棟13階にラジオスタジオ5つが設置された。スタジオ棟には、公開放送用のABCホール（3代目、258席 / 最大320席）も設けられている。設計は隈研吾建築都市設計事務所とNTTファシリティーズが手掛けた。堂島川に面して広大なリバーデッキも設けられている。
また新社屋に加え、なにわ筋を挟んだ西側の関西電力病院向かいの福島2丁目には6階建てのアネックス（別館）が同時期に建設され、関連会社などの事務所が入居した。
移転準備のため、新社屋テレビAスタジオを使用して番組の放送や収録が移転1か月前の2008年4月から始まり、同年5月に北区大淀南2丁目の社屋から福島区福島1丁目の新社屋への移転が実施された。5月12日には、関連会社のスカイ・エー（スカイ・A sports+）の放送センターが大淀社屋から福島社屋へ移転し、5月19日には大淀社屋から福島社屋へ本社が移転した。
6月17日には、放送センター移転後も大淀社屋にあったスカイ・A sports+の送出マスターがハイビジョン対応の新社屋マスターに切り替わり、6月23日から放送を新社屋マスターへ切り替えた。新社屋の一部のラジオスタジオ完成が間に合わなかったため、新社屋移転後も旧社屋のラジオスタジオで一部の番組収録が行われていたが、7月末をもって旧社屋での番組収録は終了した。8月5日には、新社屋の3代目ABCホール完成・稼働開始後も引き続き稼働していた旧社屋の2代目ABCホールが閉鎖された。旧社屋での全ての業務終了後も、テレビスタジオは『ごきげん!ブランニュ』の収録に使用された。
開業当時から社屋にはABCのロゴが掲げられていなかったが、2015年6月より上部に設置された。

#### 交通アクセス
- 京阪中之島線 中之島駅下車、玉江橋側出口を出て東へ徒歩、玉江橋を渡ってすぐ。
- JR東西線 新福島駅からなにわ筋を南へ徒歩。
- 大阪環状線 福島駅からなにわ筋を南に徒歩。
- 阪神本線 福島駅からなにわ筋を南に徒歩。
- 大阪駅前から大阪シティバス 55号系統・鶴町四丁目行、56号系統・酉島車庫前行で「浄正橋」下車、なにわ筋を南に徒歩。

## 関係会社
※が付いている会社は連結子会社。

### 放送・コンテンツ事業
- 朝日放送テレビ（テレビ放送事業）※
  - ABCアーク（朝日放送テレビの完全子会社、出版事業・メディア運営・EC事業・地域活性化に関するイベント・プロモーション等の企画運営）※
  - ABCフロンティア（版権管理、音楽出版事業・音楽関連業務、海外事業、ライセンス・物販事業）※
- 朝日放送ラジオ（ラジオ放送事業）※
- スカイA（CS放送事業）※
- ABCリブラ（旧ABCアーカイブ、テレビ番組制作、映像保管管理）※
- ABCアニメーション（アニメ事業会社、アニメ音楽の制作・レーベル事業）※
  - SILVER LINK.（アニメーション制作、2020年10月に子会社化、2023年10月にABCアニメーションの子会社となる）※
  - ゼロジーアクト（アニメキャラクターグッズの企画・デザイン・製造・開発、2022年8月に完全子会社化を発表、2023年10月にABCアニメーションの子会社となる）※
  - CGCGスタジオ（CG映像制作、2023年12月にABCアニメーションの子会社となる。2025年9月、ABCオプテラスタジオに社名変更予定）※
  - トイジアム（コンピュータゲームの企画・開発・運営、2024年8月ににABCアニメーションの子会社となる）※
- デジアサ（旧朝日テレスキャン放送→朝日文字テレビ、字幕放送・デジタルコンテンツの制作）※
- アイネックス（旧ABCビデオサービス、旧アンツ、技術プロダクション）※
- マッシュ（イベント企画・制作、2019年4月に資本業務提携を締結）※
- プロセンスタジオ（音響制作・ポストプロダクション。1979年設立。アニメ・外国映画の吹替アフレコを多数手がけている老舗。2019年12月、東京でのポスプロ事業内製化を目的にして経営権を取得）※
- ベスティ（スポーツコンテンツの企画・制作・コンサルティング。カガミ（旧・各務プロダクション）のスポーツ映像製作部門を新設分割して2021年1月に設立）※
- ディー・エル・イー（映像コンテンツ制作、2019年5月に第三者割当増資を引き受け、筆頭株主となると同時に連結子会社化、2024年5月の株式売却により持分法適用関連会社となる）
  - ちゅらっぷす（DLEと共に当社の持分法適用関連会社となっている）
  - アマダナ総合研究所
  - エモクリ
  - DLE キャピタル
  - AMIDUS.
  - DLE America, Inc.
  - CARAVAN Japan

### ライフスタイル事業
- ABC開発（住宅展示場「ABCハウジング」及びショールーム施設「ハウジング・デザイン・センター」の運営、保険代理店業、広告代理店業）※
  - ハウジングサポート（ABCハウジングの管理運営業務、労働者派遣事業）
  - アドバンス開発（住宅展示場の運営、2025年4月に阪急阪神エステート・サービス（阪急阪神東宝グループ）から買収）※
- ABCゴルフ倶楽部（ゴルフ場運営。マイナビチャンピオンシップの開催場所）※
- ABCファンライフ（旧エー・ビー・シーメディアコム、通信販売事業：ABCテレショップセンター、ラジオ番組制作、中之島レコーズ を運営。2025年4月にONE DAY DESIGN（シニア向け通販事業、DMM.comとの合弁、後に完全子会社）を吸収合併）※
  - Eim（女性向けアパレルブランドのEC事業、2024年4月にABCファンライフが子会社化を発表）※

### その他事業
- ABCドリームベンチャーズ（ベンチャーキャピタルの運営）
- ABC HORIZON PTE. LTD.（ABCホライゾン、シンガポールの海外現地法人）
- エー・ビー・シー興産（ABC本社の警備受付業務）
- MBC-Studio（ABC・ABCフロンティアとベトナムのMBCメディアエンタテインメントとの合弁によるコンテンツ制作会社、2018年10月設立）
- NTTSportict（NTT西日本との合弁会社、スポーツ映像配信事業）
- リバティ・コンサーツ（コンサート企画等）
- BuzzFeed Japan（オンラインメディア運営、2022年5月に資本業務提携）
- 神姫トラベル（旧・エービーシー神姫トラベル）[注釈 33]

## その他

### ミス・ユニバース日本大会
1971年（昭和46年）から1994年（平成6年）まで、ミス・ユニバース日本大会の運営権及び放送権を有していた。また、ミス・ユニバース世界大会についても、1967年から1995年（平成7年）まで、日本大会および日本での放送権を有していた。

### インターネットドメイン
技術者にサイバー関西・ワイドプロジェクトに関係した人物がいたこともあり、朝日放送がasahi.co.jpを使い始めたのは1984年で、当時は朝日新聞がまだJPNICに申請をしておらず、日本でのco.jpサイトとして、最初にasahiの名前を使うことになった。公式サイト開設に当たり、ANAビジネスクリエイトにドメイン名「abc.co.jp」（現・abc.jp）を先に使われたため、「asahi.co.jp」となった。その影響で系列の朝日新聞社は「asahi-np.co.jp」および「asahi.com」となっている。現在は「asahi.jp」及びABCラジオ用の「abc1008.com」も使われている。

### 宿直制度
夜間における緊急事態発生に備え、局アナ1人と制作・技術・報道部門のスタッフ数人が局に毎日交替で泊まり込む「宿直勤務制度」を敷いている。

## 不祥事・事件・トラブル
『素敵にドキュメント』やらせ事件
ABCテレビ制作・全国ネットの情報番組『いつみの情報案内人・素敵にドキュメント』の1992年7月17日放送分で女性の性行為を取り上げた際に女性タレントを使ってやらせを行っていたことが発覚。司会の逸見政孝はやらせへの関わりはなかったものの「番組タイトルに自分の名前が入っている以上、責任を取る必要がある」として即刻番組を降板。逸見抜きで番組は継続したものの最終的には全スポンサーが降板し、同年9月25日の放送をもって打ち切りとなった。ANNのキー局・テレビ朝日でも1985年10月に『アフタヌーンショー』がやはりやらせ発覚が契機となって打ち切られており、それに続く不祥事となった。朝日放送は当時の郵政省（現・総務省）から厳重注意処分を受け、同局のみならずANN加盟各局の信用失墜と視聴率低下を招くこととなった。なお、朝日放送側は「問題のシーンの撮影は外部の番組制作会社のスタッフが行っていて、現場にABCの人間はおらず、チェックが出来なかった」と説明した。
『サイキック青年団』打切り事件
20年以上続いたABCラジオの人気番組『誠のサイキック青年団』が「番組内での不適切発言」を理由に2009年3月8日の放送を最後に突如打ち切られた事件。しかし、どの発言が問題になったかは明らかにされず、また番組のイベントが理由の説明もないまま中止されたり、本来同年3月末まで放送される予定だった同番組が予告なく3月8日で打ち切りになるなど、未だに謎の部分が多い。これに関連して出演者の一人である北野誠が2009年5月から2010年2月まで芸能活動休止に追い込まれ、朝日放送は北野の所属事務所である松竹芸能と共に日本音楽事業者協会を自主脱会した。
個人情報流出
2006年10月26日、通販番組『評判!なかむら屋』で、同年10月21日から23日の間に発送した商品の送り主欄に、過去に商品を購入した人の住所と氏名を誤って印字して358件に発送したことを明らかにした。原因は調査中としている。
2008年5月15日、ABCラジオのワイド番組『全力投球!!妹尾和夫です』のリスナー244人に前アシスタントに対する激励メールなどの返信メールを一括送信した際、全員のメールアドレスを表示したまま誤って送信したことを明らかにした。
2024年7月24日、神戸支局の記者が、兵庫県警が提供した重要な個人情報を含む事件事故の広報資料や取材メモなどが入ったファイルケースを、商業施設の個室トイレに置き忘れたと発表した。
アナウンサーによる不祥事
2006年11月14日、朝日放送アナウンサー3名（上田慶行、長嶋賢一朗、松原宏樹）が性犯罪事件を起こしていたことが一部スポーツ紙の取材を端緒として発覚、上田と長嶋を停職3ヶ月、松原を譴責とする社内処分を行った。同年5月に自社の情報番組『ムーブ!』において、日本テレビの男性アナウンサーが電車内で盗撮行為をして書類送検された際に、他のメディアに先駆けて実名を公表しマスメディアの透明性を訴えておきながら、それとほぼ同時期に起きていた自社の同種の不祥事を隠匿し続けたことや、「被害者の女性のプライバシーを考慮し、詳しい内容は話せない」「社員にも家族や子どもがいる。勘弁してほしい」と繰り返し3名の氏名の公表を拒絶したこと、実質的には準強姦、強制わいせつに類する行為を「セクハラ」との比較的軽い表現で扱った姿勢などが、「報道機関にあるまじきもの」「他社の不祥事を叩いておきながら自社の不祥事は隠蔽するのか」などとして批判された。また、その当時、同社の取締役を務めていた道上洋三が担当していたラジオ番組『おはようパーソナリティ道上洋三です』では、他局の番組では冒頭でこの事件を取り上げていたにもかかわらず、この番組では番組終了時間の数分前になって、この事件のことを取り上げた。なお、上田と長嶋は処分解除と同時に他部署に異動となり、松原もしばらくはアナウンス職にとどまったものの2008年9月に他部署へ異動となった。また同時期、同局社員が同年3月17日に痴漢で逮捕されていた事実を隠蔽し続けてきたことが、2007年1月25日付けの『週刊文春』で告発され（事案は、本人否認のまま不起訴処分。事実上の無罪裁定）、同社の隠蔽体質が際立つこととなった。
1980年代後半にも、当時アナウンサーだった男性社員が酒で酔った状態でタクシー運転手に暴行を働き逮捕された事件があった。この男性社員は当時ラジオでレギュラー番組を持つなど人気アナウンサーだったが、逮捕後は暫く謹慎したのち別部署に異動している。
公然わいせつ
2008年3月2日、新幹線「のぞみ」の車内で朝日放送の男性社員が、乗降口付近を通りかかった女性客室乗務員の前で下半身を露出させたとして、公然わいせつ容疑で逮捕された。2009年3月5日、この事件で有罪判決が言い渡されたが、ABCラジオ、ABCテレビ、ABCのWebサイト内のニュースでは匿名の形で報道された。ライバル局である関西テレビの『FNNスーパーニュースアンカー』ではこの匿名報道について批判した。後に大阪高裁でも有罪判決、刑が確定した。
麻薬表現の法令違反事案
ABCテレビのバラエティ番組『世界の村で発見!こんなところに日本人』に出演していたタレントがボリビアの露店でコカインの原料のコカの葉をかむ場面があり、近畿厚生局麻薬取締部が、薬物犯罪をあおることを禁じた国際的な協力の下に規制薬物に係る不正行為を助長する行為等の防止を図るための麻薬及び向精神薬取締法等の特例等に関する法律（麻薬特例法）に抵触する恐れがあるとして、同社に口頭で注意した。朝日放送によると、2009年1月5日に近畿厚生局から指摘があり、担当者が事情を説明。今後このシーンの再放送は控えるという。同広報部は「なじみのない外国の風習を伝えたいとの意図だった。放送に際してはより慎重を期すべきだった」とコメントしている。
捏造リスト
2012年2月6日放送の『ABCニュース』において、2011年の大阪市長選挙で大阪市交通局の労働組合の内部で「現職市長の支援に協力しなければ不利益がある」と組合員を脅すよう指示した疑惑を報道した。その時に配布されたという知人や友人が書かれたリストを選挙協力の強要の根拠としていた。しかし、このリストが後に捏造であると判明し、労働組合が朝日放送を名誉毀損で訴えた。2013年10月1日、放送倫理・番組向上機構は「放送倫理上重大な問題がある」として、再発防止などを勧告した。
「大改造!!劇的ビフォーアフター」における捏造疑惑
2016年7月26日、「大改造!!劇的ビフォーアフター」でリフォームを担当した愛知県の建設会社が、追加工事費の損害賠償を求め名古屋地方裁判所に提訴した。この建設会社によると、当初改修費は約2200万円とされていたのが、追加工事によって最終的に約2700万円オーバーしたにもかかわらず、それに対する支払いがされていないとのことである。また、番組内では予算内でリフォームしたと放送されたため、放送倫理・番組向上機構にも申し立てる意向であると報じられた。これに対し朝日放送側は建設会社の管理に問題があったと主張している。
インサイダー取引
2021年1月15日、証券取引等監視委員会は、朝日放送テレビの男性社員がインサイダー取引し、知人にも知らせて株取引させたとして、金融商品取引法違反の疑いで、社員に451万円の課徴金納付命令を出すよう金融庁に勧告した。朝日放送は2017年2月8日に会社の分割を公表したが、男性社員はこの情報を公表前に番組制作会社経営の知人に伝達。知人は公表直前に同社株1900株を買い、値上がり後に売却して約5万円の利益を得たという。また男性社員は、2019年5月10日に公表された朝日放送グループホールディングスと「ディー・エル・イー」との資本提携情報などを公表前に把握。同じ知人と2人で2019年4～5月、ディー・エル・イーの計4万3千株を買い、それぞれ約183万円の利益を得たという。1月19日に朝日放送はこの社員を懲戒解雇処分にした。
局員のガム噛み生中継
2023年1月13日、朝の情報番組「おはよう朝日です」のコーナー「関西ええとこみっけ隊」でリポーターを務める女性ディレクターが、ガムを噛みながら生中継。エンディングでMCの岩本計介アナが「中継のコーナーでリポーターがガムを噛みながら出演することがありました。御協力いただいた地元の川湯温泉の皆様、ならびにテレビにご覧の皆様に対しても非常に失礼な行為でした。大変失礼いたしました」と謝罪した。2月10日、このディレクターが番組の生放送に出演し、「取材先の皆様に、不快な思いをさせてしまい、ご迷惑をおかけして大変申し訳ございませんでした」と謝罪した。